# 昂赛乡
昂赛乡是中国青海省玉树藏族自治州杂多县下辖的一个乡。辖区总面积1924平方公里，常住人口0.3万人，以藏族为主，占总人口的99％以上。

## 行政区划
桥头溪乡下辖以下地区：
热情牧委会、苏绕牧委会和年都牧委会。